# Gruppespillet ved EM i fodbold 2008
Gruppespillet ved EM i fodbold 2008 bestod af 16 europæiske landshold. Holdene var placeret i fire grupper, således at hver gruppe indeholdte fire hold. Hver hold spillede en enkelt kamp mod hver af de tre modstandere. Gruppens to bedst placerede hold kvalificererede sig til turneringens kvartfinaler. Kampene fandt sted mellem den 7. juni 2008, hvor Schweiz spillede mod Tjekkiet i åbningskampen på St. Jakob-Park og den 18. juni 2008, hvor Rusland mødte Sverige på Tivoli Neu.

## Gruppe A
| Dato     | Kamp                | Res. | Sted   |
| -------- | ------------------- | ---- | ------ |
| 7. juni  | Schweiz – Tjekkiet  | 0-1  | Basel  |
| 7. juni  | Portugal – Tyrkiet  | 2-0  | Genève |
| 11. juni | Tjekkiet – Portugal | 1-3  | Genève |
| 11. juni | Schweiz – Tyrkiet   | 1-2  | Basel  |
| 15. juni | Schweiz – Portugal  | 2-0  | Basel  |
| 15. juni | Tyrkiet – Tjekkiet  | 3-2  | Genève |

| Stilling | Kampe | Mål | Point |
| -------- | ----- | --- | ----- |
| Portugal | 3     | 5-3 | 6     |
| Tyrkiet  | 3     | 5-5 | 6     |
| Tjekkiet | 3     | 4-6 | 3     |
| Schweiz  | 3     | 3-3 | 3     |

| 7. juni 2008 18:00 |

| Schweiz | 0 – 1     | Tjekkiet      |
| ------- | --------- | ------------- |
|         | (Referat) | Svěrkoš 71' · |

| St. Jakob-Park, Basel Tilskuere: 39.730 Dommer: Roberto Rosetti (Italien) |

| 7. juni 2008 20:45 |

| Portugal                  | 2 – 0     | Tyrkiet |
| ------------------------- | --------- | ------- |
| Pepe 61' · Meireles 90+3' | (Referat) |         |

| Stade de Genève, Genève Tilskuere: 29.106 Dommer: Herbert Fandel (Tyskland) |

| 11. juni 2008 18:00 |

| Tjekkiet   | 1 – 3     | Portugal                                 |
| ---------- | --------- | ---------------------------------------- |
| Sionko 17' | (Referat) | Deco 8' · Ronaldo 63' · Quaresma 90+1' · |

| Stade de Genève, Genève Tilskuere: 29.016 Dommer: Kyros Vassaras (Grækenland) |

| 11. juni 2008 20:45 |

| Schweiz   | 1 – 2     | Tyrkiet                  |
| --------- | --------- | ------------------------ |
| Yakın 32' | (Referat) | Semih 57' · Arda 90+2' · |

| St. Jakob-Park, Basel Tilskuere: 39.730 Dommer: Ľuboš Micheľ (Slovakiet) |

| 15. juni 2008 20:45 |

| Schweiz              | 2 – 0     | Portugal |
| -------------------- | --------- | -------- |
| Yakin 71' 83' (str.) | (Referat) |          |

| St. Jakob-Park, Basel Tilskuere: 39.730 Dommer: Konrad Plautz (Østrig) |

| 15. juni 2008 20:45 |

| Tyrkiet                  | 3 – 2     | Tjekkiet                  |
| ------------------------ | --------- | ------------------------- |
| Arda 75' · Nihat 87' 89' | (Referat) | Koller 34' · Plašil 62' · |

| Stade de Genève, Genève Tilskuere: 29.016 Dommer: Peter Fröjdfeldt (Sverige) |

## Gruppe B
| Dato     | Kamp                | Res. | Sted       |
| -------- | ------------------- | ---- | ---------- |
| 8. juni  | Østrig – Kroatien   | 0-1  | Wien       |
| 8. juni  | Tyskland – Polen    | 2-0  | Klagenfurt |
| 12. juni | Kroatien – Tyskland | 2-1  | Klagenfurt |
| 12. juni | Østrig – Polen      | 1-1  | Wien       |
| 16. juni | Polen – Kroatien    | 0-1  | Klagenfurt |
| 16. juni | Østrig – Tyskland   | 0-1  | Wien       |

| Stilling | Kampe | Mål | Point |
| -------- | ----- | --- | ----- |
| Kroatien | 3     | 4-1 | 9     |
| Tyskland | 3     | 4-2 | 6     |
| Østrig   | 3     | 1-3 | 1     |
| Polen    | 3     | 1-4 | 1     |

| 8. juni 2008 18:00 |

| Østrig | 0 – 1     | Kroatien           |
| ------ | --------- | ------------------ |
|        | (Referat) | Modrić 4' (str.) · |

| Ernst Happel Stadion, Wien Tilskuere: 51.428 Dommer: Pieter Vink (Holland) |

| 8. juni 2008 20:45 |

| Tyskland         | 2 – 0     | Polen |
| ---------------- | --------- | ----- |
| Podolski 20' 72' | (Referat) |       |

| Hypo-Arena, Klagenfurt Tilskuere: 30.000 Dommer: Tom Henning Øvrebø (Norge) |

| 12. juni 2008 18:00 |

| Kroatien            | 2 – 1     | Tyskland       |
| ------------------- | --------- | -------------- |
| Srna 24' · Olić 62' | (Referat) | Podolski 79' · |

| Hypo-Arena, Klagenfurt Tilskuere: 30.461 Dommer: Frank de Bleeckere (Belgien) |

| 12. juni 2008 20:45 |

| Østrig              | 1 – 1     | Polen           |
| ------------------- | --------- | --------------- |
| Vastić 90+3' (str.) | (Referat) | Guerreiro 30' · |

| Ernst Happel Stadion, Wien Tilskuere: 51.428 Dommer: Howard Webb (England) |

| 16. juni 2008 20:45 |

| Polen | 0 – 1     | Kroatien      |
| ----- | --------- | ------------- |
|       | (Referat) | Klasnić 53' · |

| Hypo-Arena, Klagenfurt Tilskuere: 30.461 Dommer: Kyros Vassaras (Grækenland) |

| 16. juni 2008 20:45 |

| Østrig | 0 – 1     | Tyskland      |
| ------ | --------- | ------------- |
|        | (Referat) | Ballack 49' · |

| Ernst Happel Stadion, Wien Tilskuere: 51.428 Dommer: Manuel Mejuto González (Spanien) |

## Gruppe C
| Dato     | Kamp                | Res. | Sted   |
| -------- | ------------------- | ---- | ------ |
| 9. juni  | Rumænien – Frankrig | 0-0  | Zürich |
| 9. juni  | Holland – Italien   | 3-0  | Bern   |
| 13. juni | Italien – Rumænien  | 1-1  | Zürich |
| 13. juni | Holland – Frankrig  | 4-1  | Bern   |
| 17. juni | Holland – Rumænien  | 2-0  | Bern   |
| 17. juni | Frankrig – Italien  | 0-2  | Zürich |

| Stilling | Kampe | Mål | Point |
| -------- | ----- | --- | ----- |
| Holland  | 3     | 9-1 | 9     |
| Italien  | 3     | 3-4 | 4     |
| Rumænien | 3     | 1-3 | 2     |
| Frankrig | 3     | 1-6 | 1     |

| 9. juni 2008 18:00 |

| Rumænien | 0 – 0     | Frankrig |
| -------- | --------- | -------- |
|          | (Referat) |          |

| Letzigrund Stadion, Zürich Tilskuere: 30.585 Dommer: Manuel Mejuto González (Spanien) |

| 9. juni 2008 20:45 |

| Holland                                                 | 3 – 0     | Italien |
| ------------------------------------------------------- | --------- | ------- |
| van Nistelrooy 26' · Sneijder 31' · van Bronckhorst 79' | (Referat) |         |

| Stade de Suisse, Bern Tilskuere: 30.777 Dommer: Peter Fröjdfeldt (Sverige) |

| 13. juni 2008 18:00 |

| Italien     | 1 – 1     | Rumænien   |
| ----------- | --------- | ---------- |
| Panucci 56' | (Referat) | Mutu 55' · |

| Letzigrund Stadion, Zürich Tilskuere: 30.585 Dommer: Tom Henning Øvrebø (Norge) |

| 13. juni 2008 20:45 |

| Holland                                                | 4 – 1     | Frankrig    |
| ------------------------------------------------------ | --------- | ----------- |
| Kuyt 9' · van Persie 59' · Robben 72' · Sneijder 90+2' | (Referat) | Henry 71' · |

| Stade de Suisse, Bern Tilskuere: 30.777 Dommer: Herbert Fandel (Tyskland) |

| 17. juni 2008 20:45 |

| Holland                        | 2 – 0     | Rumænien |
| ------------------------------ | --------- | -------- |
| Huntelaar 54' · van Persie 87' | (Referat) |          |

| Stade de Suisse, Bern Tilskuere: 30.777 Dommer: Massimo Busacca (Schweiz) |

| 17. juni 2008 20:45 |

| Frankrig | 0 – 2     | Italien                           |
| -------- | --------- | --------------------------------- |
|          | (Referat) | Pirlo 25' (str.) · De Rossi 62' · |

| Letzigrund Stadion, Zürich Tilskuere: 30.585 Dommer: Ľuboš Micheľ (Slovakiet) |

## Gruppe D
| Dato     | Kamp                 | Res. | Sted      |
| -------- | -------------------- | ---- | --------- |
| 10. juni | Spanien – Rusland    | 4-1  | Innsbruck |
| 10. juni | Grækenland – Sverige | 0-2  | Salzburg  |
| 14. juni | Sverige – Spanien    | 1-2  | Innsbruck |
| 14. juni | Grækenland – Rusland | 0-1  | Salzburg  |
| 18. juni | Grækenland – Spanien | 1-2  | Salzburg  |
| 18. juni | Rusland – Sverige    | 2-0  | Innsbruck |

| Stilling   | Kampe | Mål | Point |
| ---------- | ----- | --- | ----- |
| Spanien    | 3     | 8-3 | 9     |
| Rusland    | 3     | 4-4 | 6     |
| Sverige    | 3     | 3-4 | 3     |
| Grækenland | 3     | 1-5 | 0     |

| 10. juni 2008 18:00 |

| Spanien                            | 4 – 1     | Rusland            |
| ---------------------------------- | --------- | ------------------ |
| Villa 20' 44' 75' · Fàbregas 90+1' | (Referat) | Pavljutjenko 86' · |

| Tivoli Neu, Innsbruck Tilskuere: 30.772 Dommer: Konrad Plautz (Østrig) |

| 10. juni 2008 20:45 |

| Grækenland | 0 – 2     | Sverige                         |
| ---------- | --------- | ------------------------------- |
|            | (Referat) | Ibrahimović 67' · Hansson 72' · |

| Stadion Wals-Siezenheim, Salzburg Tilskuere: 31.063 Dommer: Massimo Busacca (Schweiz) |

| 14. juni 2008 18:00 |

| Sverige         | 1 – 2     | Spanien                    |
| --------------- | --------- | -------------------------- |
| Ibrahimović 34' | (Referat) | Torres 15' · Villa 90+2' · |

| Tivoli Neu, Innsbruck Tilskuere: 30.772 Dommer: Pieter Vink (Holland) |

| 14. juni 2008 20:45 |

| Grækenland | 0 – 1     | Rusland        |
| ---------- | --------- | -------------- |
|            | (Referat) | Zyrianov 33' · |

| Stadion Wals-Siezenheim, Salzburg Tilskuere: 31.063 Dommer: Roberto Rosetti (Italien) |

| 18. juni 2008 20:45 |

| Grækenland     | 1 – 2     | Spanien                     |
| -------------- | --------- | --------------------------- |
| Charisteas 42' | (Referat) | de la Red 61' · Güiza 88' · |

| Stadion Wals-Siezenheim, Salzburg Tilskuere: 31.063 Dommer: Howard Webb (England) |

| 18. juni 2008 20:45 |

| Rusland                         | 2 – 0     | Sverige |
| ------------------------------- | --------- | ------- |
| Pavljutjenko 24' · Arsjavin 50' | (Referat) |         |

| Tivoli Neu, Innsbruck Tilskuere: 30.772 Dommer: Frank de Bleeckere (Belgien) |